# Белокоремна фрегата
Белокоремната фрегата (Fregata andrewsi) е вид птица от семейство Fregatidae. Видът е критично застрашен от изчезване.

## Разпространение и местообитание
Разпространен е в Бруней, Източен Тимор, Индонезия, Камбоджа, Китай, Малайзия, Остров Рождество, Сингапур, Тайланд, Филипините, Хонконг и Шри Ланка.